# Samuil Filler
Samuil Filler (în rusă Самуил Филлер; n. 29 decembrie 1882, Dubăsari, gubernia Herson, Imperiul Rus – d. ianuarie 1954, Moscova, RSFS Rusă, URSS) a fost un evreu transnistrean, revoluționar și om de stat sovietic.

## Biografie
S-a născut în târgul Dubăsari din ținutul Tiraspol, gubernia Herson, Imperiul Rus (actualmente în Transnistria, Republica Moldova). Primii ani a lucrat ca asistent de farmacist. A participat la răscoala din decembrie 1905 de la Moscova, în timpul primei revoluții ruse. În 1910 a devenit membru al Partidului Social‑Democrat al Muncii. În anii 1912-1915 s-a aflat exil în Iarensk, gubernia Vologda, iar în 1916 a fost exilat în gubernia Irkutsk. A fost amnistiat în martie 1917.
În 1918 a devenit conducătorul CEKA din districtul orășenesc Moscova. Din 1919 până în ianuarie 1921 a fost șef al departamentului operațiunilor secrete, șef al departamentului contrarevoluționar al CEKA din gubernia Moscova, ulteror, comisar al bazinului de cărbune din regiunea Moscovei.
În ianuarie-iunie 1921 a fost anchetator al Departamentului special la Administrației CEKA din cadrul Consiliului comisarilor populari al RSFSR. Între 1921-1924 a fost secretar executiv al Comitetului gubernial din Murmansk al Partidului Comunist al Uniunii Sovietice (PCUS). 
În perioada 1924-1934 a fost membru al Comisiei centrale de control a PCUS (ales la Congresele XIII-XVI).
În 1927 a devenit secretar al Departamentului organizatoric și instructor al Comisiei centrale de control a PCUS, ulterior, președinte al Comisiei medicale centrale a PCUS, iar în septembrie 1928, membru al Comitetului Comisariatului Popular pentru Sănătate al RSFSR. 
În anii 1935-1937 a fost președintele Comitetului Central al Sindicatului Muncitorilor Curții și al Parchetului. În 1937-1946 a activat la Consiliul Central al Sindicatelor. S-a pensionat în 1946. A murit la Moscova în 1954. 
A fost distins cu Ordinul Insignei de Onoare (1945). 